# Krzysztof Perwanger
Krzysztof Perwanger (1700 – 1785) è stato uno scultore polacco.
Rampollo di una nota famiglia di artisti, fu stuccatore nella chiesa di Frombork e Dobre Miasto, ma il suo capolavoro è senza dubbio l'interno della chiesa di Święta Lipka.